# Liphistiidae
Die Liphistiidae sind die einzige rezente Familie innerhalb der Unterordnung der Gliederspinnen (Mesothelae). Sie werden deshalb, ebenso wie die Unterordnung, im Deutschen schlicht Gliederspinnen genannt. Sie gelten als sehr primitive Webspinnen. Die Familie umfasst acht Gattungen mit 101 Arten (Stand: Oktober 2017).

## Verbreitung
Alle Arten sind ausschließlich in Südostasien nachgewiesen worden. Dort erstreckt sich ihr Verbreitungsgebiet im Westen bis nach Myanmar, im Süden kommen sie noch auf Sumatra und im Osten und Norden von China bis nach Japan vor.

## Lebensweise
Wahrscheinlich nur Weibchen und noch nicht geschlechtsreife Individuen leben in selbstgegrabenen Höhlen, die mit Gespinst ausgekleidet sind. Vom Eingang ausgehend werden einige Fadenbündel aus Seide rund um diesen gelegt, welche eine Funktion als „Bewegungsmelder“ haben. Der Eingang selbst wird mit einem dünnen Deckel aus Spinnseide, Erdpartikeln, Steinchen und Ästchen verschlossen. Männchen verlassen wohl ihre Höhle, wenn sie geschlechtsreif sind, und begeben sich auf die Suche nach Höhlen von Weibchen zur Paarung. Von der Gattung Vinanthela sind bislang nur Männchen gefunden worden, von den anderen Gattungen häufiger Weibchen, sodass nur wenig über die Lebensweise dieser verborgen lebenden Tiere bekannt ist.

## Systematik

### Äußere Systematik
| Opisthothelae | \| \| Vogelspinnenartige (Mygalomorphae, 16 Familien, ca. 2.800 Arten) \| \| \| \| \| \| Echte Webspinnen (Araneomorphae, 95 Familien, ca. 36.000 Arten) \| \| \| \| |
|               | \| \| Vogelspinnenartige (Mygalomorphae, 16 Familien, ca. 2.800 Arten) \| \| \| \| \| \| Echte Webspinnen (Araneomorphae, 95 Familien, ca. 36.000 Arten) \| \| \| \| |
|               | Gliederspinnen (Mesothelae, 1 Familie, 101 Arten) |
|               | |
|               | Vogelspinnenartige (Mygalomorphae, 16 Familien, ca. 2.800 Arten) |
|               | |
|               | Echte Webspinnen (Araneomorphae, 95 Familien, ca. 36.000 Arten) |
|               | |

|  | Vogelspinnenartige (Mygalomorphae, 16 Familien, ca. 2.800 Arten) |
|  |                                                                  |
|  | Echte Webspinnen (Araneomorphae, 95 Familien, ca. 36.000 Arten)  |
|  |                                                                  |

### Innere Systematik
Der World Spider Catalog listet für die Liphistiidae aktuell acht Gattungen mit insgesamt 101 Arten. (Stand: Oktober 2017)
- Ganthela Xu & Kuntner, 2015 – verbreitet in: China
  - Ganthela cipingensis (Wang, 1989)
  - Ganthela jianensis Xu, Kuntner & Chen, 2015
  - Ganthela qingyuanensis Xu, Kuntner & Liu, 2015
  - Ganthela venus Xu, 2015
  - Ganthela wangjiangensis Xu, Kuntner & Liu, 2015
  - Ganthela xianyouensis Xu, Kuntner & Chen, 2015
  - Ganthela yundingensis Xu, 2015
- Heptathela Kishida, 1923 – verbreitet in: Japan, Ryūkyū-Inseln
  - Heptathela amamiensis Haupt, 1983
  - Heptathela helios Tanikawa & Miyashita, 2014
  - Heptathela higoensis Haupt, 1983
  - Heptathela kanenoi Ono, 1996
  - Heptathela kikuyai Ono, 1998
  - Heptathela kimurai (Kishida, 1920)
  - Heptathela nishikawai Ono, 1998
  - Heptathela yaginumai Ono, 1998
  - Heptathela yakushimaensis Ono, 1998
  - Heptathela yanbaruensis Haupt, 1983
- Liphistius Schiödte, 1849 – verbreitet in: Laos, Malaysia, Myanmar, Sumatra, Thailand,
  - Liphistius albipes Schwendinger, 1995
  - Liphistius batuensis Abraham, 1923
  - Liphistius bicoloripes Ono, 1988
  - Liphistius birmanicus Thorell, 1897
  - Liphistius bristowei Platnick & Sedgwick, 1984
  - Liphistius castaneus Schwendinger, 1995
  - Liphistius dangrek Schwendinger, 1996
  - Liphistius desultor Schiödte, 1849
  - Liphistius endau Sedgwick & Platnick, 1987
  - Liphistius erawan Schwendinger, 1996
  - Liphistius fuscus Schwendinger, 1995
  - Liphistius gracilis Schwendinger, 2017
  - Liphistius indra Schwendinger, 2017
  - Liphistius isan Schwendinger, 1998
  - Liphistius jarujini Ono, 1988
  - Liphistius johore Platnick & Sedgwick, 1984
  - Liphistius kanthan Platnick, 1997
  - Liphistius lahu Schwendinger, 1998
  - Liphistius langkawi Platnick & Sedgwick, 1984
  - Liphistius lannaianus Schwendinger, 1990
  - Liphistius laoticus Schwendinger, 2013
  - Liphistius laruticus Schwendinger, 1997
  - Liphistius linang Schwendinger, 2017
  - Liphistius lordae Platnick & Sedgwick, 1984
  - Liphistius malayanus Abraham, 1923
  - Liphistius marginatus Schwendinger, 1990
  - Liphistius murphyorum Platnick & Sedgwick, 1984
  - Liphistius negara Schwendinger, 2017
  - Liphistius nesioticus Schwendinger, 1996
  - Liphistius niphanae Ono, 1988
  - Liphistius ochraceus Ono & Schwendinger, 1990
  - Liphistius onoi Schwendinger, 1996
  - Liphistius ornatus Ono & Schwendinger, 1990
  - Liphistius owadai Ono & Schwendinger, 1990
  - Liphistius panching Platnick & Sedgwick, 1984
  - Liphistius phileion Schwendinger, 1998
  - Liphistius phuketensis Schwendinger, 1998
  - Liphistius priceae Schwendinger, 2017
  - Liphistius pusohm Schwendinger, 1996
  - Liphistius rufipes Schwendinger, 1995
  - Liphistius sayam Schwendinger, 1998
  - Liphistius schwendingeri Ono, 1988
  - Liphistius sumatranus Thorell, 1890
  - Liphistius suwat Schwendinger, 1996
  - Liphistius tempurung Platnick, 1997
  - Liphistius tenuis Schwendinger, 1996
  - Liphistius thaleban Schwendinger, 1990
  - Liphistius thaleri Schwendinger, 2009
  - Liphistius tham Sedgwick & Schwendinger, 1990
  - Liphistius thoranie Schwendinger, 1996
  - Liphistius tioman Platnick & Sedgwick, 1984
  - Liphistius trang Platnick & Sedgwick, 1984
  - Liphistius yamasakii Ono, 1988
  - Liphistius yangae Platnick & Sedgwick, 1984
- Qiongthela Xu & Kuntner, 2015 – verbreitet in: China, Vietnam
  - Qiongthela australis (Ono, 2002)
  - Qiongthela baishensis Xu, 2015
  - Qiongthela nui (Schwendinger & Ono, 2011)
- Ryuthela Haupt, 1983 – verbreitet in: Okinawa, Ryukyu-Inseln
  - Ryuthela iheyana Ono, 2002
  - Ryuthela ishigakiensis Haupt, 1983
  - Ryuthela nishihirai (Haupt, 1979)
  - Ryuthela sasakii Ono, 1997
  - Ryuthela tanikawai Ono, 1997
- Sinothela Haupt, 2003 – verbreitet in: China
  - Sinothela heyangensis (Zhu & Wang, 1984)
  - Sinothela luotianensis (Yin, Tang, Zhao & Chen, 2002)
  - Sinothela schensiensis (Schenkel, 1953)
  - Sinothela sinensis (Bishop & Crosby, 1932)
- Songthela Ono, 2000 – verbreitet in: China
  - Songthela bristowei (Gertsch, 1967)
  - Songthela ciliensis (Yin, Tang & Xu, 2003)
  - Songthela goulouensis (Yin, 2001)
  - Songthela hangzhouensis (Chen, Zhang & Zhu, 1981)
  - Songthela jianganensis (Chen, Gao, Zhu & Luo, 1988)
  - Songthela mangshan (Bao, Yin & Xu, 2003)
  - Songthela sapana (Ono, 2010)
  - Songthela shei (Xu & Yin, 2001)
  - Songthela wosanensis (Wang & Jiao, 1995)
  - Songthela xianningensis (Yin, Tang, Zhao & Chen, 2002)
  - Songthela yunnanensis (Song & Haupt, 1984)
- Vinathela Ono, 2000 – verbreitet in: China, Hongkong, Vietnam
  - Vinathela abca (Ono, 1999)
  - Vinathela cucphuongensis (Ono, 1999)
  - Vinathela hongkong (Song & Wu, 1997)
  - Vinathela hunanensis (Song & Haupt, 1984)
  - Vinathela nahang Logunov & Vahtera, 2017
  - Vinathela tomokunii (Ono, 1997)
  - Vinathela tonkinensis (Bristowe, 1933)